# Волочаевский (жилмассив)
Волочаевский жилмассив — находится в Дзержинском районе г. Новосибирска. Находится на пересечении улиц Доватора, Толбухина и Гусинобродского шоссе.

## Застройка

### Проектные работы
Волочаевский жилой массив, согласно планам авторов, должен был быть освоен по очередям. Рабочие чертежи на здания первой очереди массива были разработаны и выданы институтом «Новосибгражданпроект» в 1974 году. Проект первой очереди был рассчитан на 20 тысяч жителей и включал 236 тысяч м² жилого фонда.

### Массовая застройка
Застройка началась в середине 1970-х годов и велась типовыми панельными пяти и девятиэтажными домами. Уже с ноября 1975 года жители начали заселяться в свои новые квартиры.

## Инфраструктура
Дети, живущие на массиве, могут посещать три общеобразовательные школы № 59, № 87, № 197, три действующих детских сада № 439 «Рябинка», № 457 комбинированного вида, № 174 Центр развития ребенка, а также бассейн в детском оздоровительном центре «Золотая рыбка».
В свободное время школьники могут посещать занятия в детской школе искусств № 14 по различным направлениям прикладного творчества. Действует социо-культурнообразовательный центр для подростков «Звездный». Все учебные заведения находятся внутри массива, что исключает риск контакта ребенка с проезжей частью.
В пешей доступности большое количество продуктовых магазинов, взрослая и детская поликлиники, аптеки, банкоматы, парикмахерские, зоомагазин «Рыжий кот», отделение связи, супермаркет товаров для ремонта «Перестройка», гипермаркет «Лента».
Массив обслуживается двумя жилищно-эксплуатационными компаниями. Большинство квартир телефонизированы, подключены к кабельному телевидению, есть выбор интернет-провайдеров. Имеются СТО для автотранспорта.

## Транспорт
Удачная транспортная развязка, имеется наличие любого транспорта (автобусы, маршрутные такси, трамваи, троллейбусы). К 2015 году планировалось открытие двух станций метро: «Доватора» и «Волочаевская».